# Liefdeskapitein
Liefdeskapitein is de eerste single van het album De wereld rond van de meidengroep K3. De single kwam uit op 21 juni 2004.
De hoogste positie in Nederland in de Single Top 100 was plaats nummer 3 en stond 19 weken in de Single Top 100. De hoogste positie in België in de Ultratop 50 was plaats nummer 8 en stond 14 weken in de Ultratop 50.

## Tracklist
1. Liefdeskapitein (3:34)
2. Liefdeskapitein (Instrumentaal) (3:34)

## Hitnoteringen

### Nederlandse Top 40
| Hitnotering: week 27 t/m 38 in 2004 | Hitnotering: week 27 t/m 38 in 2004 | Hitnotering: week 27 t/m 38 in 2004 | Hitnotering: week 27 t/m 38 in 2004 | Hitnotering: week 27 t/m 38 in 2004 | Hitnotering: week 27 t/m 38 in 2004 | Hitnotering: week 27 t/m 38 in 2004 | Hitnotering: week 27 t/m 38 in 2004 | Hitnotering: week 27 t/m 38 in 2004 | Hitnotering: week 27 t/m 38 in 2004 | Hitnotering: week 27 t/m 38 in 2004 | Hitnotering: week 27 t/m 38 in 2004 | Hitnotering: week 27 t/m 38 in 2004 | Hitnotering: week 27 t/m 38 in 2004 |
| Week:                               | 1                                   | 2                                   | 3                                   | 4                                   | 5                                   | 6                                   | 7                                   | 8                                   | 9                                   | 10                                  | 11                                  | 12                                  |                                     |
| ----------------------------------- | ----------------------------------- | ----------------------------------- | ----------------------------------- | ----------------------------------- | ----------------------------------- | ----------------------------------- | ----------------------------------- | ----------------------------------- | ----------------------------------- | ----------------------------------- | ----------------------------------- | ----------------------------------- | ----------------------------------- |
| Positie:                            | 19                                  | 8                                   | 7                                   | 4                                   | 7                                   | 10                                  | 15                                  | 19                                  | 25                                  | 26                                  | 29                                  | 33                                  | uit                                 |

### NederlandseSingle Top 100
| Liefdeskapitein in de Single Top 100 - binnen: 26-06-2004/Laatste notering 30-10-2004 | Liefdeskapitein in de Single Top 100 - binnen: 26-06-2004/Laatste notering 30-10-2004 | Liefdeskapitein in de Single Top 100 - binnen: 26-06-2004/Laatste notering 30-10-2004 | Liefdeskapitein in de Single Top 100 - binnen: 26-06-2004/Laatste notering 30-10-2004 | Liefdeskapitein in de Single Top 100 - binnen: 26-06-2004/Laatste notering 30-10-2004 | Liefdeskapitein in de Single Top 100 - binnen: 26-06-2004/Laatste notering 30-10-2004 | Liefdeskapitein in de Single Top 100 - binnen: 26-06-2004/Laatste notering 30-10-2004 | Liefdeskapitein in de Single Top 100 - binnen: 26-06-2004/Laatste notering 30-10-2004 | Liefdeskapitein in de Single Top 100 - binnen: 26-06-2004/Laatste notering 30-10-2004 | Liefdeskapitein in de Single Top 100 - binnen: 26-06-2004/Laatste notering 30-10-2004 | Liefdeskapitein in de Single Top 100 - binnen: 26-06-2004/Laatste notering 30-10-2004 | Liefdeskapitein in de Single Top 100 - binnen: 26-06-2004/Laatste notering 30-10-2004 | Liefdeskapitein in de Single Top 100 - binnen: 26-06-2004/Laatste notering 30-10-2004 | Liefdeskapitein in de Single Top 100 - binnen: 26-06-2004/Laatste notering 30-10-2004 | Liefdeskapitein in de Single Top 100 - binnen: 26-06-2004/Laatste notering 30-10-2004 | Liefdeskapitein in de Single Top 100 - binnen: 26-06-2004/Laatste notering 30-10-2004 | Liefdeskapitein in de Single Top 100 - binnen: 26-06-2004/Laatste notering 30-10-2004 | Liefdeskapitein in de Single Top 100 - binnen: 26-06-2004/Laatste notering 30-10-2004 | Liefdeskapitein in de Single Top 100 - binnen: 26-06-2004/Laatste notering 30-10-2004 | Liefdeskapitein in de Single Top 100 - binnen: 26-06-2004/Laatste notering 30-10-2004 | Liefdeskapitein in de Single Top 100 - binnen: 26-06-2004/Laatste notering 30-10-2004 |
| Week                                                                                  | 1                                                                                     | 2                                                                                     | 3                                                                                     | 4                                                                                     | 5                                                                                     | 6                                                                                     | 7                                                                                     | 8                                                                                     | 9                                                                                     | 10                                                                                    | 11                                                                                    | 12                                                                                    | 13                                                                                    | 14                                                                                    | 15                                                                                    | 16                                                                                    | 17                                                                                    | 18                                                                                    | 19                                                                                    |                                                                                       |
| ------------------------------------------------------------------------------------- | ------------------------------------------------------------------------------------- | ------------------------------------------------------------------------------------- | ------------------------------------------------------------------------------------- | ------------------------------------------------------------------------------------- | ------------------------------------------------------------------------------------- | ------------------------------------------------------------------------------------- | ------------------------------------------------------------------------------------- | ------------------------------------------------------------------------------------- | ------------------------------------------------------------------------------------- | ------------------------------------------------------------------------------------- | ------------------------------------------------------------------------------------- | ------------------------------------------------------------------------------------- | ------------------------------------------------------------------------------------- | ------------------------------------------------------------------------------------- | ------------------------------------------------------------------------------------- | ------------------------------------------------------------------------------------- | ------------------------------------------------------------------------------------- | ------------------------------------------------------------------------------------- | ------------------------------------------------------------------------------------- | ------------------------------------------------------------------------------------- |
| Nummer                                                                                | 15                                                                                    | 6                                                                                     | 3                                                                                     | 3                                                                                     | 4                                                                                     | 4                                                                                     | 6                                                                                     | 8                                                                                     | 8                                                                                     | 10                                                                                    | 11                                                                                    | 17                                                                                    | 21                                                                                    | 29                                                                                    | 33                                                                                    | 40                                                                                    | 51                                                                                    | 50                                                                                    | 86                                                                                    | uit                                                                                   |

### Vlaamse Ultratop 50
| Liefdeskapitein in de Ultratop 50 - binnen: 26-06-2004/Laatste notering 25-09-2004 | Liefdeskapitein in de Ultratop 50 - binnen: 26-06-2004/Laatste notering 25-09-2004 | Liefdeskapitein in de Ultratop 50 - binnen: 26-06-2004/Laatste notering 25-09-2004 | Liefdeskapitein in de Ultratop 50 - binnen: 26-06-2004/Laatste notering 25-09-2004 | Liefdeskapitein in de Ultratop 50 - binnen: 26-06-2004/Laatste notering 25-09-2004 | Liefdeskapitein in de Ultratop 50 - binnen: 26-06-2004/Laatste notering 25-09-2004 | Liefdeskapitein in de Ultratop 50 - binnen: 26-06-2004/Laatste notering 25-09-2004 | Liefdeskapitein in de Ultratop 50 - binnen: 26-06-2004/Laatste notering 25-09-2004 | Liefdeskapitein in de Ultratop 50 - binnen: 26-06-2004/Laatste notering 25-09-2004 | Liefdeskapitein in de Ultratop 50 - binnen: 26-06-2004/Laatste notering 25-09-2004 | Liefdeskapitein in de Ultratop 50 - binnen: 26-06-2004/Laatste notering 25-09-2004 | Liefdeskapitein in de Ultratop 50 - binnen: 26-06-2004/Laatste notering 25-09-2004 | Liefdeskapitein in de Ultratop 50 - binnen: 26-06-2004/Laatste notering 25-09-2004 | Liefdeskapitein in de Ultratop 50 - binnen: 26-06-2004/Laatste notering 25-09-2004 | Liefdeskapitein in de Ultratop 50 - binnen: 26-06-2004/Laatste notering 25-09-2004 | Liefdeskapitein in de Ultratop 50 - binnen: 26-06-2004/Laatste notering 25-09-2004 |
| Week                                                                               | 1                                                                                  | 2                                                                                  | 3                                                                                  | 4                                                                                  | 5                                                                                  | 6                                                                                  | 7                                                                                  | 8                                                                                  | 9                                                                                  | 10                                                                                 | 11                                                                                 | 12                                                                                 | 13                                                                                 | 14                                                                                 |                                                                                    |
| ---------------------------------------------------------------------------------- | ---------------------------------------------------------------------------------- | ---------------------------------------------------------------------------------- | ---------------------------------------------------------------------------------- | ---------------------------------------------------------------------------------- | ---------------------------------------------------------------------------------- | ---------------------------------------------------------------------------------- | ---------------------------------------------------------------------------------- | ---------------------------------------------------------------------------------- | ---------------------------------------------------------------------------------- | ---------------------------------------------------------------------------------- | ---------------------------------------------------------------------------------- | ---------------------------------------------------------------------------------- | ---------------------------------------------------------------------------------- | ---------------------------------------------------------------------------------- | ---------------------------------------------------------------------------------- |
| Nummer                                                                             | 40                                                                                 | 21                                                                                 | 17                                                                                 | 11                                                                                 | 8                                                                                  | 9                                                                                  | 10                                                                                 | 10                                                                                 | 14                                                                                 | 17                                                                                 | 21                                                                                 | 28                                                                                 | 37                                                                                 | 39                                                                                 | uit                                                                                |